# Ткачик Богдан Іванович
Богдан Іванович Ткачик (нар. 12 серпня 1951, м. Самбір Львівської області, Україна) — український художник, громадський діяч. Чоловік Ганни Ткачик, батько Соломії Ткачик. Народний художник України (2016). Депутат Тернопільської обласної ради (1990—1994). Член НСХУ (1982).

## Життєпис

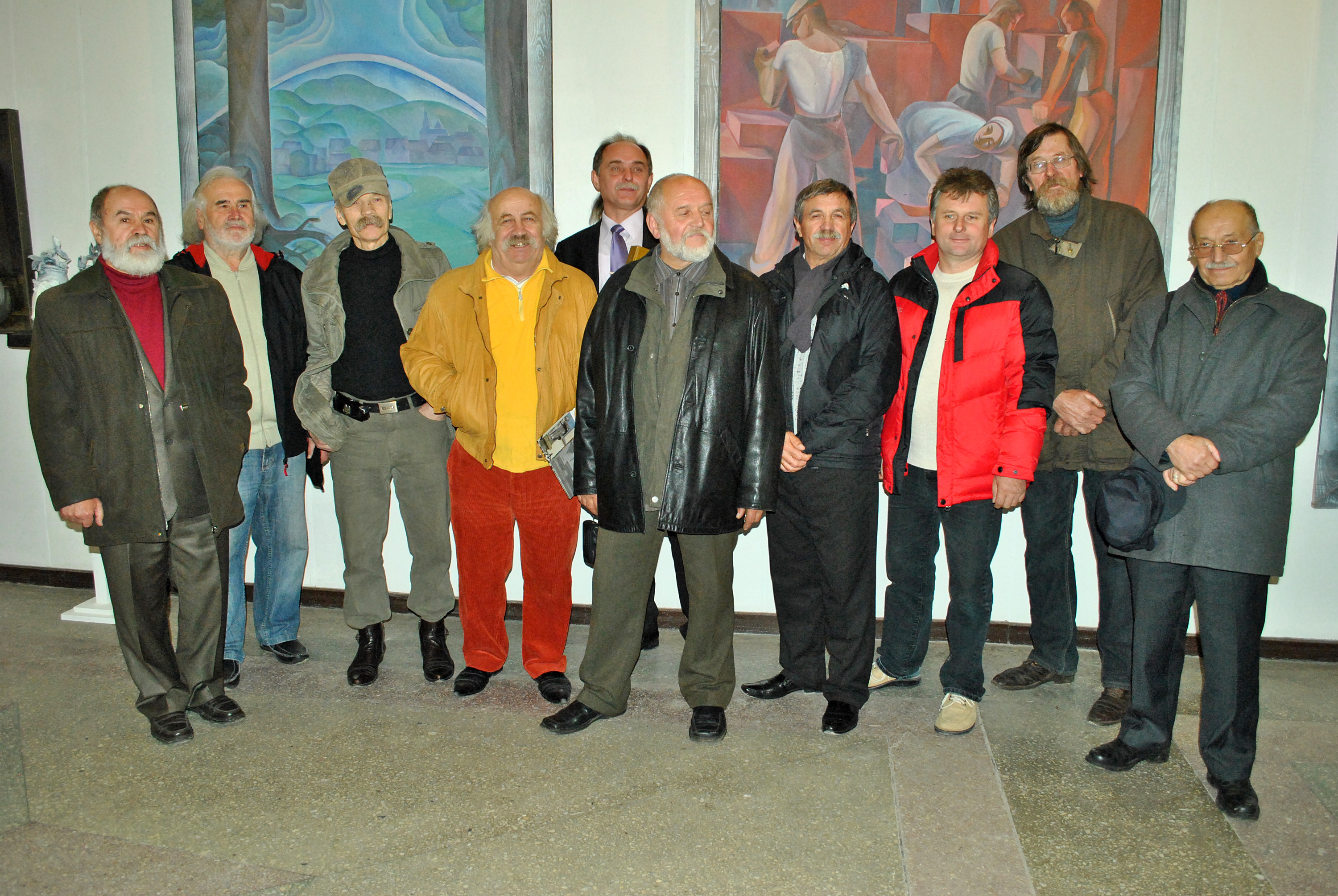
Лауреати літературно-мистецької премії імені Михайла Бойчука. Перший зліва — Богдан Ткачик.

Початкову художню освіту здобув 1961—1962 року в Самбірській дитячій художній студії під керівництвом Миколи Прокопенка. Навчався в Київській республіканській середній художній школі ім. Т. Шевченка (1963—1970 рр.) і на відділенні монументального розпису Львівського училища прикладного мистецтва (1970—1971 рр., нині коледж декоративного та ужиткового мистецтва).
Від 1973 р. — у м. Тернопіль: працював у художньо-виробничих майстернях Художнього фонду УРСР, від 1978 р. — в обласному художньо-оформлювальному комбінаті.
Від 1975 р. — учасник збірних виставок у містах Дніпропетровськ, Запоріжжя, Київ, Львів, Москва, Пенза, Братислава (Словаччина), Сливен (Болгарія), Тернопіль; персональні виставки в містах Львів (1981), Тернопіль (1986, 1991, 1994, 1996, 2001, 2006), Самбір (1986, 1991, 1994, 1996, 2001), Стрий (1986, 1991; обидва — Львівської області), Бережани (1991), у Львівському національному художньому музеї і в НСХУ (м. Київ; обидві — 2001), у Києво-Могилянській академії та Музеї-майстерні Івана Кавалерідзе (м. Київ, обидві — 2002).
Від 1989 р. — член Політичного проводу Крайової Ради НРУ; від 1990 — член Великої ради НРУ.
У 1992—2000 роках — голова Тернопільської організації НСХУ.

## Творчість
Працює в галузі станкового (пейзаж, натюрморт, портрет, жанрові композиції) та монументального (темпера, розпис) живопису.

### Станкові твори (картини)
- «Мій дід» (1975)
- «Земля подільська» (1981)
- «Колись у дитинстві» (1985)
- портрети І. Блажкевич (1975), С. Людкевича (1977), М. Бойчука, М. Вінграновського, П. Пікассо (всі — 1983), М. Левицького, М. Колесси (обидва — 1984), Леся Курбаса (1985), Г. Тютюнника, Б. Демківа (обидва — 1986), Т. Шевченка, І. Ґерети (обидва — 1988)
- «Христос воскрес — воскресла Україна» (1995)
- «Гошів Різдвяний»
- «Дорога до неба» та інші.

### Монументальні розписи
- «Земля подільська» (кафе Хоростківського цукрового заводу Гусятинського району, 1980)
- «Троянди і виноград» (санаторій-профілакторій «Збруч» у смт Гусятин, 1982—1983)
- «Вікно до знань» (Тернопільська центральна міська бібліотека, 1985)
- «Історія медицини» (2-а міська лікарня м. Тернополя, 1987).

Роботами Ткачика проілюстрована низка книг Ярослава Сачка, інших тернопільських авторів.

### Іконопис
Богдан Ткачик серед інших розписував такі церкви:
- стінопис церкви Воздвиження Чесного Хреста (1993, Тернопіль);
- іконопис церкви с. Юсинівка на Хмельниччині (60 ікон, 1996);
- іконопис церкви с. Буглів, Лановецький район, Тернопільська область (54 ікони, 1997);
- іконопис церкви св. Димитрія, с. Новики, Збаразький район, Тернопільська область (58 ікон, 2006).

### Виставки
Твори експонуються у ТОХМ, Івано-Франківському художньому музеї, Самбірській дитячій картинній галереї; зберігаються у Львівському національному художньому музеї, в м. Батурин Чернігівської обласіт, Збаразькому замку, в ТОКМ і ТОХМ, у приватних колекціях в Україні та за кордоном.

## Відзнаки
- Обласна мистецька премія ім. М. Бойчука (1996),
- Заслужений художник України (1999),
- Орден «За мужність» 3-го ступеня (2009),
- Премія імені братів Богдана і Левка Лепких (2015).[4]
- Орден святих Кирила і Мефодія Української Православної Церкви Київського патріархату.[5]